# Gaël Givet
Gaël Givet-Viaros (ur. 9 października 1981 w Arles) – francuski piłkarz występujący na pozycji środkowego obrońcy.

## Kariera klubowa
Zawodową karierę rozpoczynał w 2000 roku w AS Monaco i przez siedem sezonów rozegrał dla niego 178 meczów w Ligue 1. Następnie grał w Olympique Marsylia, skąd w roku 2009 został wypożyczony do Blackburn Rovers. 26 czerwca 2009 roku klub ten wykupił go za 3,5 miliona funtów.
1 września 2014 roku podpisał kontrakt z pierwszoligowym Evian TG. W listopadzie 2014 roku związał się do końca sezonu z drugoligowym Arles-Avignon.
| Sezon   | Klub                    | Kraj    | Rozgrywki         | Mecze | Bramki | Rozgrywki Europy                    | Mecze | Bramki |
| ------- | ----------------------- | ------- | ----------------- | ----- | ------ | ----------------------------------- | ----- | ------ |
| 2000/01 | AS Monaco               | Francja | Première Division | 1     | 0      | –                                   | –     | –      |
| 2001/02 | AS Monaco               | Francja | Première Division | 23    | 2      | –                                   | –     | –      |
| 2002/03 | AS Monaco               | Francja | Ligue 1           | 23    | 1      | –                                   | –     | –      |
| 2003/04 | AS Monaco               | Francja | Ligue 1           | 33    | 2      | Liga Mistrzów UEFA                  | 13    | 0      |
| 2004/05 | AS Monaco               | Francja | Ligue 1           | 34    | 0      | Liga Mistrzów UEFA                  | 9     | 1      |
| 2005/06 | AS Monaco               | Francja | Ligue 1           | 32    | 2      | Liga Europy UEFA                    | 6     | 0      |
| 2006/07 | AS Monaco               | Francja | Ligue 1           | 32    | 1      | –                                   | –     | –      |
| 2007/08 | Olympique Marsylia      | Francja | Ligue 1           | 29    | 2      | Liga Mistrzów UEFA Liga Europy UEFA | 5 4   | 0      |
| 2008/09 | Olympique Marsylia      | Francja | Ligue 1           | 0     | 0      | –                                   | –     | –      |
| 2008/09 | Blackburn Rovers (wyp.) | Anglia  | Premier League    | 14    | 0      | –                                   | –     | –      |
| 2009/10 | Blackburn Rovers        | Anglia  | Premier League    | 34    | 2      | –                                   | –     | –      |
| 2010/11 | Blackburn Rovers        | Anglia  | Premier League    | 29    | 1      | –                                   | –     | –      |
| 2011/12 | Blackburn Rovers        | Anglia  | Premier League    | 22    | 0      | –                                   | –     | –      |
| 2012/13 | Blackburn Rovers        | Anglia  | Championship      | 16    | 0      | –                                   | –     | –      |
| 2013/14 | AC Arles-Avignon        | Francja | Ligue 2           | 27    | 1      | –                                   | –     | –      |
| 2014/15 | AC Arles-Avignon        | Francja | Ligue 2           | 5     | 0      | –                                   | –     | –      |
| 2014/15 | Evian TG                | Francja | Ligue 1           | 1     | 0      | –                                   | –     | –      |

Stan na: 18 września 2014 r.

## Kariera Reprezentacja
W reprezentacji Francji zadebiutował w 2004 roku. Zaliczył w niej 13 występów. Był członkiem kadry na Mistrzostwach Świata 2006, gdzie „Trójkolorowi” przegrali w finale z reprezentacją Włoch. Wcześniej zdobył Mistrzostwa Europy U-18 2000.

## Sukcesy piłkarskie
- Mistrzostwo Europy U-18 z reprezentacją Francji U-18 (2000)
- Wicemistrzostwo Francji z AS Monaco (2003)
- Puchar Ligi Francuskiej z AS Monaco (2003)
- Wicemistrzostwo świata z reprezentacją Francji (2006)
- Wicemistrzostwo Francji z Olympique Marsylia (2007)
- Finał Puchar Francji z Olympique Marsylia (2007)